# Thomas Bulfinch
Thomas Bulfinch, (Newton (Massachusetts), 5 juli 1796 – Boston, 27 mei 1867) was een Amerikaans auteur en bankier. Zijn bekendste werk is het aan Henry Wadsworth Longfellow opgedragen "The Age of Fable" waarin Bulfinch de mythen en fabels niet alleen vertelt maar ook passages in contemporaine Britse gedichten en toneelstukken zoals die van Shakespeare noemt waarin naar deze fabels wordt verwezen. Het boek werd later met passages over de Egyptische en Aziatische mythen uitgebreid. De overleveringen van de Oosterse godsdiensten als die van Zoroaster, Boeddha en het hindoeïsme worden in het boek als mythen genoemd terwijl de Bijbel niet onder de mythen wordt gerangschikt.

## Verklaringen
Bulfinch noemt ook verklaringen voor de mythen. Hij noemt:
- De "Scriptural theory"; de mogelijkheid dat alle mythen verbasterde Bijbelse verhalen zijn. De Bijbel zou dan de werkelijke toedracht geven. Deucalion die in een Griekse mythe een zondvloed doorstond is dan Noach en Heracles is eigenlijk Samson. In de draken die in de mythen optreden ziet men de Satan van het Oude Testament. Bulfinch geeft over deze theorie geen oordeel en noemt Bryants "Analysis of Ancient Mythology" uit 1774 als een typisch voorbeeld van deze school van denken.
- De "Historical theory"; alle in de mythologie genoemde personen zijn ooit in leven geweest en de verhalen over hen zijn in de loop der eeuwen steeds verder uitgebreid en met vaak fantastische details verfraaid. Cadmus is in deze lezing een Phoeniciër die het alfabet naar Griekenland bracht. Deze theorie over de mythen en sagen is al eeuwenoud en werd al in de vierde eeuw voor het begin van onze jaartelling door Eumerus van Thessalië en in de derde eeuw door Lactanius en Sint-Augustinus aangehangen. De katholieke priester Sahagun die als een der eersten de godenwereld van de Azteken beschreef meende dat de Azteekse goden en helden in werkelijkheid levende mensen waren geweest. Thomas Bulfinch spreekt met waardering over de "Historical theory" die "niet zonder verdienste" zou zijn.
- De allegorische theorie waarin iedere mythe als allegorisch en symbolisch wordt uitgelegd. Een historisch feit of een historische figuur zou en een allegorie zijn gebruikt waarin een morele, filosofische of religieuze gedachte werd uitgedrukt. Nog later zou men deze mythe ten onrechte letterlijk hebben genomen. Voorbeelden van deze gang van zaken zouden Saturnus en Chronos zijn; Zij, de personificaties van de tijd, aten hun eigen kinderen, zoals de tijd alles wat ze voortbrengt ook weer tenietdoet. Io zou als de rusteloos rondzwervende Maan door Argus, de sterrenhemel, met de vele ogen worden geleid. Bulfinch acht deze theorie die in het christendom veel werd aangehangen niet plausibel omdat er geen historisch bewijs voor is. De mensen die de mythen als eersten formuleerden zouden ook onvoldoende moreel besef hebben bezeten om ze met deze gedachte in het achterhoofd te construeren.
- De "Physical theory" waarin de fantasierijke Grieken alles wat ze zagen verbonden met een verzonnen figuur terwijl de objecten van aanbidding de elementen vuur, water en lucht waren. Deze gedachte is al zeer oud en werd door Theagenes van Rhegium in de eerste helft van de zesde eeuw voor Christus geformuleerd. In Theagenes' zienswijze dichten primitieve mensen al wat zij zien een persoonlijkheid toe. "Alles leeft" in immateriële fenomenen zoals de dageraad en het licht bezaten in hun ogen "een eigen wil (volition) of tenminste een geest"[1]. Thomas Bulfinch merkte met instemming op dat Henry Wadsworth Longfellow deze zienswijze in zijn gedicht "Excursion" liet gelden voor de "eenzame herder" die liggend in het gras zijn fantasie benutte en daarmee al wat hij zag en hoorde van een geest en een wil voorzag waarbij hij de grote god Pan, zijn meest indrukwekkende god, geïnspireerd was door het geluid van de burlende herten en de mekkerende geiten.

## Recente theorieën
Bulfinch noemde ook recente theorieën over mythen. De romantici in Duitsland waaronder de Gebroeders Grimm verzamelden op wetenschappelijke wijze sprookjes. De 19e eeuw was een tijdperk waarin de wetenschappen zich in adembenemend tempo ontwikkelden. Archeologie, antropologie en de vaardigheid in het vertalen van steeds meer bronnen die eerder onontcijferbaar waren veranderden de wetenschappelijke inzichten in een hoog tempo. Thomas Bulfinch heeft de ontdekkingen van Schliemann in Mycene en Troje en die van Evans in Knossos niet meegemaakt. Wel noemt hij als nieuwe inzichten:
- De "Linguïstic theory" waarin mythen als "vervuilde taal" worden beschouwd. In deze door Max Müller en Ludwig Preller (1809-1861) gepropageerde theorie zijn de mythen op misverstanden over de betekenis van woorden terug te voeren. De in die tijd nieuwe inzichten in de Indogermaanse verwantschap en het Sanskriet gaven reden om verwantschap tussen "Ixion" en "Akshana" te onderzoeken. Ixion wordt aan een wiel in Tartarus gebonden, "ak shana" betekent in het Sanskriet "gebonden aan een wiel". Max Müller laat alle mythen over Ahana, de dageraad overgaan op Athena, oorspronkelijk een Godin van het licht. Thomas Bulfinch verwierp deze theorie, ook al omdat dezelfde verhalen die in Europa werden verteld ook bij Noord-Amerikaanse Indianen, Bosjesmannen en Australische Aboriginals voorkomen.

- Bibsys: 2016681
- Biblioteca Nacional de España: XX868674
- CiNii: DA00344881
- Gemeinsame Normdatei: 119042835
- International Standard Name Identifier: 0000 0001 0986 5383
- Library of Congress Control Number: n79131465
- Nationale Bibliotheek van Letland: 000107564
- Bibliotheek van het Japanse parlement: 00434764
- Nationale Bibliotheek van Tsjechië: xx0000371
- Nationale bibliotheek van Australië: 35023544
- Nationale Bibliotheek van Israël: 987007259378305171
- Nationale en Universitaire bibliotheek Zagreb: 000102676
- Nederlandse Thesaurus van Auteursnamen: 068113390
- Réseau des bibliothèques de Suisse occidentale: 02-A003056296
- SNAC: w6x64vtw
- Système universitaire de documentation: 076588580
- Trove: 797485
- Virtual International Authority File: 72195590
- WorldCat: E39PBJqQCyHKw3XVRjv4B3X8G3